# Antônia (gens)

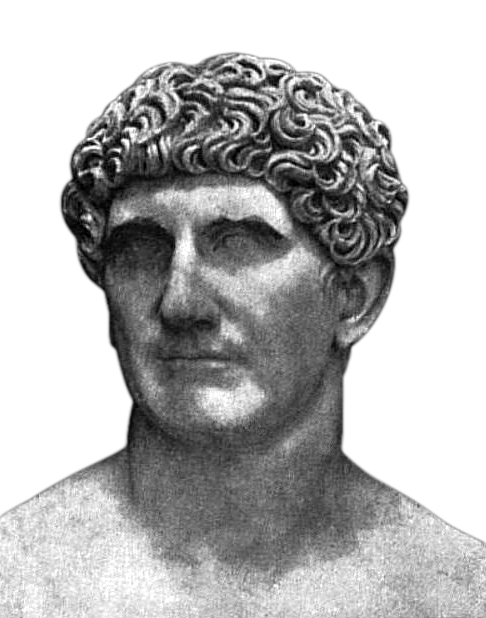
Marco Antônio, o membro mais famoso da gens Antônia.

A gens Antônia (português brasileiro) ou Antónia (português europeu)  (em latim: gens Antonii) era uma família romana da antiguidade, com ramos de patrícios e plebeus. O primeiro da gens a alcançar proeminência foi Tito Antônio Merenda, um dos membros do segundo grupo de decênviros, em 450 a.C., para ajudar a redigir o que se tornou a Lei das Doze Tábuas.

## Origem
Marco Antônio, o triúnviro, alegou que sua gens descendia de Anton, filho do semideus grego Héracles. De acordo com tradições antigas, os Antônios eram Heráclidas e, por causa disso, Marco Antônio selou leões em sua carruagem para comemorar sua descendência de Héracles, e muitas de suas moedas traziam um retrato de leão por essa razão.

## Prenomes
Os Antônios na maioria das vezes usaram os prenome Titus (Tito) e Quinto (Quintus). Tito não parece ter sido usado pelos plebeus, que usaram Quinto (Quintus), Marco (Marcus), Lúcio (Lucius) e  Caio (Gaius). Há também um exemplo de Aulo (Aulus), enquanto Marco Antônio nomeou um de seus filhos Julo (Iulus ou Julus). Este nome, também herdado por um descendente posterior do triúnviro, pode ter sido um antigo prenome revivido pela família, mas provavelmente também se destinava a recordar as conexões da gens Antônia com a ilustre gens Julia.

## Ramos e cognomina
Os patrícios levavam o cognome Merenda; os plebeus não possuiam sobrenome sob a República, com exceção de Quinto Antônio (Quintus Antonius), um proprietário na Sardenha no tempo de Sula, que é chamado Balbo (Balbus) em moedas.

## Membros
- Tito Antônio Merenda, decênviro em 450 a.C., derrotado pelos Aequi no Monte Algido.[7][8][9]
- Quinto Antônio Merenda, tribuno consular em 422 a.C.[10][9]
- Marco Antônio, mestre da cavalaria em 334 a.C.[11]
- Lúcio Antônio, expulso do Senado pelos censores em 307 a.C.[12]
- Quinto Antônio, um dos oficiais da frota sob o pretor Lúcio Emílio Régilo, na guerra com Antíoco, o Grande, em 190 a.C.[13]
- Aulo Antônio, enviado pelo cônsul Lúcio Emílio Paulo Macedônico, com dois outros para Perseus, após a derrota do último, em 168 a.C.[14]
- Marco Antônio, tribuno da plebe em 167 a.C., se opôs ao projeto de lei apresentado pelo pretor Mânio Juvêncio Talna por declarar guerra contra os rodes.[15]
- Caio Antônio, o pai de Marco Antônio Orador.[16]
- Marco Antônio Orador, pretor em 104 a.C. e censor em 97 a.C., morto por Caio Mário e Lúcio Cornélio Cina em 87 a.C.
- Quinto Antônio Balbo, pretor na Sardenha em 82 a.C., morto por Lúcio Márcio Filipo, o legado de Sula.[17]
- Marco Antôno Gnifo, um distinto retórico e tutor de César.
- Marco Antônio Crético, pretor em 75 a.C.
- Caio Antônio Híbrida, cônsul em 63 a.C.
- Antônia, filha de Marco Antônio Orador, capturado por piratas e resgatado.[18]
- Marco Antônio, o triúnviro, mestre da cavalaria  em 47 a.C. e cônsul em 44 a.C.
- Caio Antônio, pretor em 44 a.C., morto por Marco Júnio Bruto em 42 a.C.
- Lúcio Antônio, de sobrenome Pietas, cônsul em 41 a.C.
- Antônia Híbrida Maior, casado com Lúcio Canínio Galo, cônsul em 37 a.C.[19]
- Antonia Híbrida Menor, casou com seu primo, Marco Antônio, o triúnviro, mas se divorciou dele em 47 a.C.[20][21]
- Antônia de Esmirna, filha do triúnviro, que estava prometida a Marco Emílio Lépido Menor.[22][23]
- Marco Antônio Antilo, morto por Augusto em 30 a.C.
- Julo Antônio, cônsul em 10 a.C., condenado à morte por Augusto em 2 a.C.
- Antônia, a Velha, casado Lúcio Domício Enobarbo e avó do imperador Nero.[24][25]
- Antônia, a Jovem, casado Nero Cláudio Druso e mãe do imperador Cláudio, avó de Nero.
- Alexandre Hélios, filho do triúnviro.
- Cleópatra Selene II, filha do triúnviro.
- Ptolemeu Filadelfo, filho do triúnviro.
- Antônio Musa, um médico na época de Augusto, e autor de obras sobre medicina e plantas medicinais.
- Lúcio Antônio Julo, exilado em Massilia em 2 a.C.[26]
- Júlia Antônia, filha de Julo Antônio, o cônsul de 10 a.C.
- Antônia Trifena, Rainha da Trácia e bisneta de Marco Antônio, o triúnvaro.
- Antônio Ático, um retórico romano do primeiro século; ele foi contemporâneo de Seneca e Quintiliano.[27]
- Marco Antônio Félix, liberto do imperador Cláudio, mais tarde procurador da Judeia.
- Marco Antônio Palas, um liberto, irmão de Marco Antônio Félix. Secretário primeiro a Cláudio e depois a Nero, que o executou em 63.
- Cláudia Antônia, filha do imperador Cláudio, recusou casar com seu primo, o imperador Nero, e foi morta por ele em 66.[28][29][30]
- Antônio Natal, um dos conspiradores de Caio Calpúrnio Pisão contra Nero.
- Marco Antônio Juliano, procurador da Judeia de 66 a 70.
- Lúcio Antônio Naso, tribuno da Guarda Pretoriana em 69 e procurador da Bitínia no reinado de Vespasiano.[31][32]
- Antônio Castor, um botânico de Roma durante o primeiro século, que viveu mais de cem anos.[33]
- Antônio Rufo, um gramático latino, e talvez também um dramaturgo, no tempo de Quintiliano.[34][35]
- Antônio, um romano de alto nível, e contemporâneo e amigo de Plínio, o Jovem , entre cujas cartas há três dirigidas a Antônio. Plínio faz o mais extravagante elogio a seu amigo tanto por seu caráter pessoal quanto por sua habilidade em compor epigramas e iâmbicos gregos.[36]
- Marco Antônio Julo, o principal general de Vespasiano, e cônsul em 69.
- Antônio Tauro, um tribuno da Guarda Pretoriana em 69.[31]
- Marco Antônio Agripa, filho de Marco Antônio Félix, procurador da Judeia, morreu na erupção do Monte Vesúvio em 79.
- Antonia Clemenciana, filha de Marco Antônio Félix.
- Lúcio Antônio Saturnino, governador da Germânia Superior, rebelou-se contra o imperador Domiciano em 91.
- Lúcio Antônio Albo, cônsul em 102.[37]
- Marco Antônio Rufino, cônsul em 131.[38]
- Lúcio Antônio Albo, cônsul sufecto em torno de 132.[39]
- Antônio Diógenes, autor de um romance grego, que pode ter vivido no século II.
- Antônio, um fitoterapeuta notável mencionado por Galen, provavelmente datou do segundo século, mas talvez a mesma pessoa que Antonius Castor.
- Antônio Juliano, amigo e contemporâneo de Aulo Gélio, e professor de gramática e oratória.[40]
- Marco Antônio Polemo, célebre sofista e retórico que floresceu sob Trajano, Adriano e Antonino Pio.
- Seleuco, governador da Mésia no início do terceiro século. Possivelmente a mesma figura que o usurpador contemporâneo Seleuco, que se revoltou contra Heliogábalo. Outras fontes o identificam com o cônsul Marco Flávio Vitélio Seleuco.
- Gordiano I, imperador em 238.
- Gordiano II, imperador com seu pai em 238.
- Antônia Gordiana, filha do imperador Gordiano I e mãe de Gordiano III.
- Gordiano III, neto de Gordiano I e imperador de 238 a 244.
- Flávio Cláudio Antônio, cônsul em 382.
- Rúfio Antônio Agripino Volusiano, procônsul da África, prefeito urbano de 417 a 418 e prefeito pretoriano da Itália.